# Голевиці (станція)
Голеви́ці (біл. Галяві́цы) — проміжна залізнична станція Гомельського відділення Білоруської залізниці на неелектрифікованій лінії Гомель — Калинковичі між зупинними пунктами Лозки (9,4 км) та Калинковичі-Східні (9,9 км). Розташована за 0,5 км від села Олександрівка Калинковицького району Гомельської області.

## Історія
Станція відкрита 15 січня 1886 року, під час будівництва Поліських залізниць, на дільниці лінії Лунинець — Гомель.

## Пасажирське сполучення
На станції Голевиці  приміське сполучення здійснюється поїздами регіональних ліній економ-класу сполученням  Калинковичі — Гомель.